# 2019年ベトナム洪水
2019年ベトナム洪水（2019ねんベトナムこうずい）は、2019年にベトナムで発生した洪水被害の総称である。少なくとも以下の3件がある。 

## 5月
29日から翌30日（現地時間）にかけて、ベトナム北部で大雨が降り、ハザン省、イエンバイ省、カオバン省、タインホア省で深刻な洪水が発生した。 
特にハザン省バククアン県では、29日の24時間雨量が89ミリメートルを記録し、土砂崩れが発生し巻き込まれた子ども1人が死亡した。カオバン省では、洪水により、1人が死亡し、12戸の家屋が流された。また、イエンバイ省でも、29日の24時間雨量が91ミリメートルを記録し、鉄砲水によりヴァンチャン県で1人が死亡し、中央自然災害対策運営委員会はこの地域で少なくとも53戸の家屋が破壊されたと発表した。

## 6月
24日から発生した豪雨により、ベトナム北西部の3つの省、ラオカイ省、ディエンビエン省、ライチャウ省では洪水や土砂崩れが発生した。
これによりライチャウ省では46ヘクタールの畑が水につかり、特にムオンテ県では、洪水に飲まれて1人が死亡し、3人が行方不明となった。
ディエンビエン省では、豪雨による落雷で1人が死亡した。ラオカイ省のサパとバクハ県では、合わせて24戸が破壊された。
また、土砂崩れで、全国各地の国道や州道を含む複数の道路が走行不能になり、橋が崩落した。

## 8月
2日、台風7号（ウィパー）の影響を受け、タインホア省西部で洪水が発生した。特に、クアンソン県では家数件を押し流し、15人が死亡した。また、バックカン省とディエンビエン省で合わせて2人が死亡した。 
8月8日、ベトナム中南部の3つの省、ラムドン省、ダクノン省、ビンフオック省で大雨が降り、合わせて10人が死亡した 。ホーチミン市とダラットの間のバオロク通りは土砂崩れに見舞われた。この洪水による被害総額は、4350万ドルと推定されている。